# Нотація бра-кет
Нотація бра-кет, бра-кет-нотація — спеціальна зручна система позначень квантових станів, запроваджена Полем Діраком.
Термін походить від англійського слова bracket, що означає «дужка». При обчисленні матричного елементу
якогось оператора {\displaystyle {\hat {A}}} доводиться записувати інтеграли типу
{\displaystyle A_{nm}=\int _{A}\psi _{n}^{*}(\xi ){\hat {A}}\psi _{m}(\xi )d\xi },
де {\displaystyle n} та {\displaystyle m} — якісь квантові числа, а {\displaystyle \xi } — загальне позначення для точки в конфігураційному просторі квантової системи. Такий запис зручно скоротити до
виду {\displaystyle \langle n|{\hat {A}}|m\rangle }. В цьому записі оператор {\displaystyle {\hat {A}}} немов обставлений
з двох боків кутовими дужками, за якими стоїть певне позначення хвильової функції.
Позначення {\displaystyle \langle n|} стали називати бра-вектором, а позначення {\displaystyle |m\rangle }
кет-вектором.
Основний стан квантовомеханічної системи заведено позначати кет-вектором {\displaystyle |0\rangle }.
Хвильову функцію певного стану в координатному зображенні {\displaystyle \psi _{n}(\xi )\,} можна записати у вигляді
{\displaystyle \psi _{n}(\xi )=\langle \xi |n\rangle }

## Цікаві факти
- На семінарі в Інституті фізичних проблем під час виступу Дірака Ландау перекладав терміни «бра» і «кет» як «ско» і «бка».